# Lussemburgo ai Giochi della VIII Olimpiade
Il Lussemburgo partecipò ai Giochi della VIII Olimpiade, svoltisi a Parigi dal 4 maggio al 27 luglio 1924,  
con una delegazione di 48 atleti, di cui 2 donne, impegnati in 10 discipline,
senza aggiudicarsi medaglie.

## Risultati

### Calcio
| Atleta | Classifica |                        |
| --- | --- | ---------------------- |
| V · D · M Nazionale lussemburghese · Calcio ai Giochi Olimpici Estivi 1924 P Bausch · P Droessart · D Kirsch · D Kolb · D Rouster · C Feierstein · C Koetz · C Schumann · C F. Weber · A Flammang · A Kieffer · A Langers · A Massard · A J.P. Weber · A Weisgerber · A Weyler · CT : Schroeder | 9° |                        |
| Nazionale lussemburghese · Calcio ai Giochi Olimpici Estivi 1924 | |                        |
| P Bausch · P Droessart · D Kirsch · D Kolb · D Rouster · C Feierstein · C Koetz · C Schumann · C F. Weber · A Flammang · A Kieffer · A Langers · A Massard · A J.P. Weber · A Weisgerber · A Weyler · CT: Schroeder                                                                             | P Bausch · P Droessart · D Kirsch · D Kolb · D Rouster · C Feierstein · C Koetz · C Schumann · C F. Weber · A Flammang · A Kieffer · A Langers · A Massard · A J.P. Weber · A Weisgerber · A Weyler · CT: Schroeder | Lussemburgo (bandiera) |